# Jabal Amman
Jabal Amman és un barri i muntanya d'Amman, Jordània, situat en un dels set turons que donà origen a la ciutat. Avui en dia es troba prop de l'àrea més cèntrica de la ciutat.

## Història
Juntament amb la resta de l'atinc Amman, Jabal Amman s'establí per primera vegada durant el Neolític. Però, a diferència d'altres turons propers, particularment Jabal al-Qal'un, aquest mai es fortificà. Fins al segle XX hi romangué un cert espai de bosc però quan la ciutat fou declarada capital de Transjordània, la monarquia, burgesos, militars, empresaris i polítics començaren a traslladar-s'hi. Aviat, es convertí informalment en un barri elitista. A mesura que la ciutat s'estenia cap a l'oest, es construí el primer cercle i Jabal Amman es convertí en una artèria primordial est-oest de la ciutat en ràpida expansió. A mesura que la zona s'envellí, els arbres i la verdor maduraven. Avui, arbres plenament crescuts recorren els carrers del barri. L'any 2005, el municipi del Gran Amman reconegué Jabal Amman com a "punt d'atracció del patrimoni" i planejà preservar-lo i desenvolupar el seu històric turó.

## Associació de Residents de Jabal Amman
L'Associació de Residents de Jabal Amman (JARA) és una organització creada l'any 2004 per a conservar la profunda història del barri i promoure-hi esdeveniments culturals. L'entitat acull molts dels mercats exteriors que s'hi fan al barri, sent el més famós el Souk Jara (سوق جارا), que fou creat l'any 2005.